# Theodora Kroeber
Theodora Kracaw Kroeber Quinn (Denver, 24 maart 1897 – Berkeley, 4 juli 1979) was een Amerikaans schrijfster en antropologe.

## Leven en werk
Theodora Kracaw werd in Colorado geboren en verhuisde later naar Californië, waar ze klinische psychologie studeerde aan de UC Berkeley. Toen haar echtgenoot Clifton Brown in 1923 overleden was (ze hadden twee kinderen), ging ze antropologie studeren. Tijdens haar studie ontmoette ze de vooraanstaande antropoloog Alfred L. Kroeber, met wie ze huwde. Kroeber adopteerde haar twee kinderen en samen kregen ze nog twee kinderen: Ted, Clifton (historicus), Karl (hoogleraar literatuur) en Ursula (sciencefictionschrijfster). 
Theodora Kroeber is het bekendst om haar boeken over Ishi, de laatste indiaan uit de Yahi-stam, alsook over traditionele verhalen van de inheemse volken van Californië. Er zijn twee films gemaakt op basis van haar werk over Ishi: Ishi: The Last of His Tribe (1978) en The Last of His Tribe (1992). 
Na de dood van Alfred Kroeber in 1960 schreef Theodora eveneens een korte biografie over hem: Alfred Kroeber; A Personal Configuration (1970).
- Bibsys: 90097220
- Bibliothèque nationale de France: cb11910124b (data)
- CiNii: DA01909850
- Gemeinsame Normdatei: 1018365095
- International Standard Name Identifier: 0000 0001 1072 3075
- Library of Congress Control Number: n79077432
- Nationale Bibliotheek van Letland: 000049633
- Bibliotheek van het Japanse parlement: 00446377
- Nationale Bibliotheek van Tsjechië: mub20201065120
- Nationale Bibliotheek van Israël: 987007271603605171
- Nederlandse Thesaurus van Auteursnamen: 068111770
- Réseau des bibliothèques de Suisse occidentale: 02-A003475427
- SNAC: w6s75kp8
- Système universitaire de documentation: 02695432X
- Virtual International Authority File: 79028837
- WorldCat: E39PBJgtbTf3HjHTjfxpfy8XBP